# Croix du Grand Mérimont
La croix du Grand Mérimont est une croix de chemin située à Fay-de-Bretagne, en France.

## Description
Cette croix en fer forgé du XVIIIe représente une croix de la Passion.

## Localisation
La croix est située sur la commune de Fay-de-Bretagne, dans le département de la Loire-Atlantique.

## Historique
Le monument est inscrit au titre des monuments historiques en 1944.
La croix a fait l'objet d'une volonté de la reclassifier en objet mobilier protégé afin de la déplacer dans le bourg sans créer un nouveau périmètre de protection. Elle a été inscrit au titre des objets mobiliers le 23 janvier 2013.
Elle a été radiée des monuments historiques par arrêté du 15 septembre 2014,.